# Alter ego

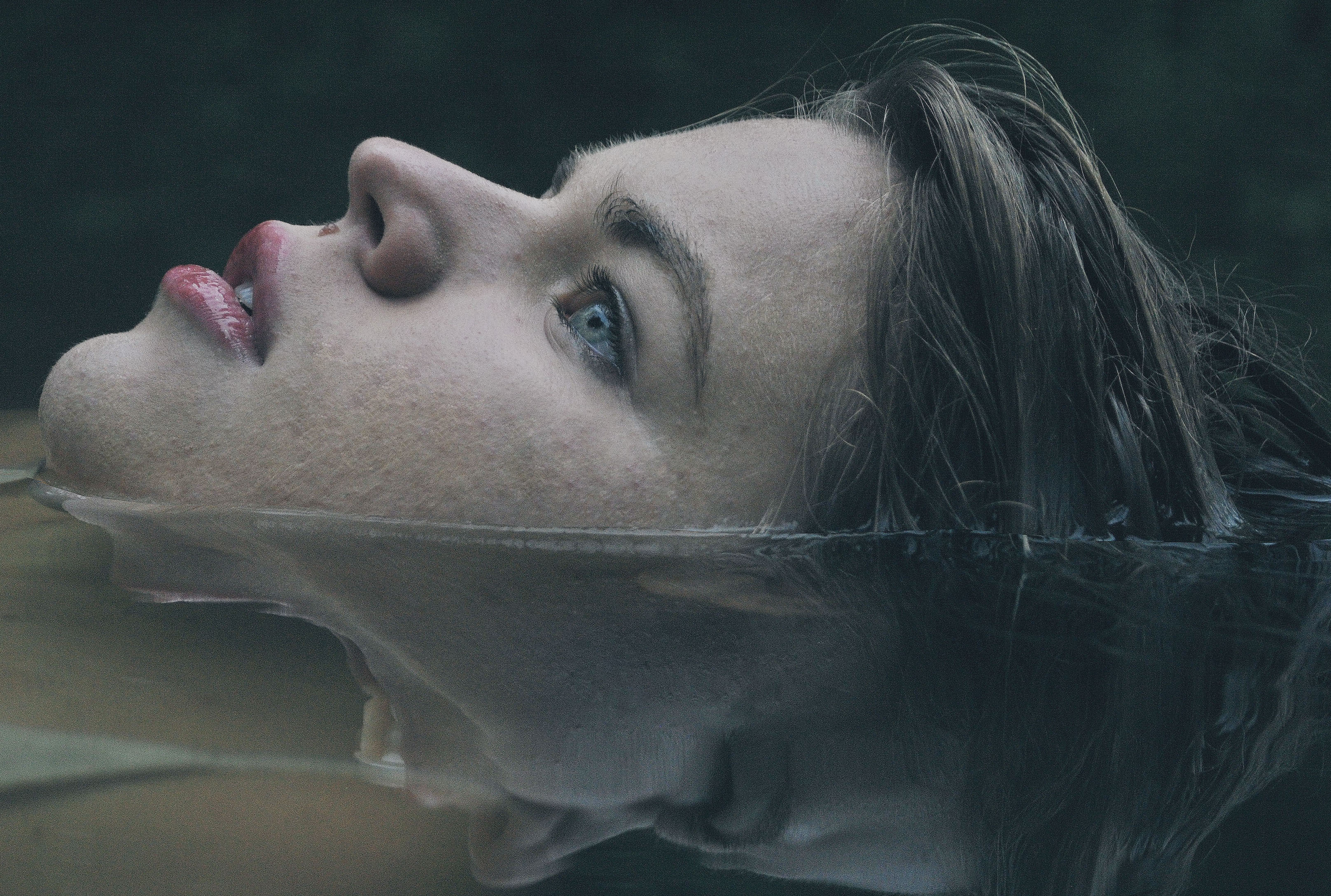
Representação artística usada para compreensão do conceito de alter ego

Alter ego (do latim alter: outro; ego: 'eu') é uma locução substantiva latina, cujo significado literal é 'outro eu'. 
Cícero cunhou o termo como parte de seu discurso filosófico, no século I. Ele descrevia o alter ego como um amigo ou alguém próximo, em quem se deposita total confiança, um substituto perfeito.
Em psicologia, uma pessoa dotada de alter ego é alguém que leva uma vida dupla. O termo passou a ser comumente usado no século XIX quando o transtorno dissociativo de identidade foi descrito por psicólogos.
Na literatura, alter ego é um personagem usado intencionalmente pelo autor para apresentar suas próprias ideias. Na literatura brasileira, a personagem Emília, do Sítio do Picapau Amarelo, é considerada por alguns críticos como o alter ego do escritor Monteiro Lobato. O personagem Sérgio, de O Ateneu, de Raul Pompeia, também é considerado como sendo o alter ego do escritor, já que ambos, autor e personagem, foram internados pelos pais em um colégio com características semelhantes. Em Galo das Trevas, seu quinto livro de memórias, Pedro Nava vale-se de seu primo fictício Egon como alter ego.
Nas histórias em quadrinhos, em que um super-herói é a identidade secreta de outro  personagem, este último funciona como o seu alter ego.